# Eupithecia briseis
Eupithecia briseis là một loài bướm đêm trong họ Geometridae.